# Segestria sbordonii
Segestria sbordonii är en spindelart som beskrevs av Brignoli 1984. Segestria sbordonii ingår i släktet ormspindlar, och familjen sexögonspindlar. Inga underarter finns listade i Catalogue of Life.